# Ares I-X
Ares I-X là hỏa tiễn lớn nhất thế giới hiện nay, chiều dài 100 mét, đường kính nhỏ nên có biệt danh là "cây gậy". Việc thử nghiệm hỏa tiễn loại mới Ares I-X là bước căn bản đầu tiên trong nỗ lực trở lại Mặt Trăng cũng như thay thế các phi thuyền con thoi. Theo kế hoạch, tương lai Ares I-X có thể chở một phi thuyền Orion có từ 4 đến 6 phi hành gia nhưng trong cuộc phóng thử nghiệm này, hỏa tiễn trị giá $450 triệu sẽ bay trong 6 phút và không mang theo gì khác. Ares I-X được phóng đi thành công ngày 28 tháng 10 năm 2009.
Tầng thứ nhất có 4 ống đẩy đốt bằng nhiên liệu đặc sẽ tách ra hai phút sau, khi hỏa tiễn đến độ cao 3.962 mét đạt vận tốc 4 lần âm thanh, và hạ xuống Đại Tây Dương bằng dù. Tầng trên và phi thuyền (giả) tiếp tục lên tới cao độ 45 km rồi rớt xuống biển không được thu hồi lại.